# Лей Шен
Лей Шен  (кит.: 雷 声, 7 березня 1984) — китайський фехтувальник, олімпійський чемпіон.

## Виступи на Олімпіадах
| Олімпіада   | Дисципліна       | Місце |
| ----------- | ---------------- | ----- |
| Пекін 2008  | рапіра, особисті | 8     |
| Лондон 2012 | рапіра, особисті | 1     |
| Лондон 2012 | рапіра, командні | 7     |
| Ріо 2016    | рапіра, особисті | 17    |